# Käskönig
Der Käskönig war eine Person des historischen Brauchtums im vorderpfälzischen Bad Dürkheim und bezog sich auf Weiderechte im Dürkheimer Bruch.

## Geschichte

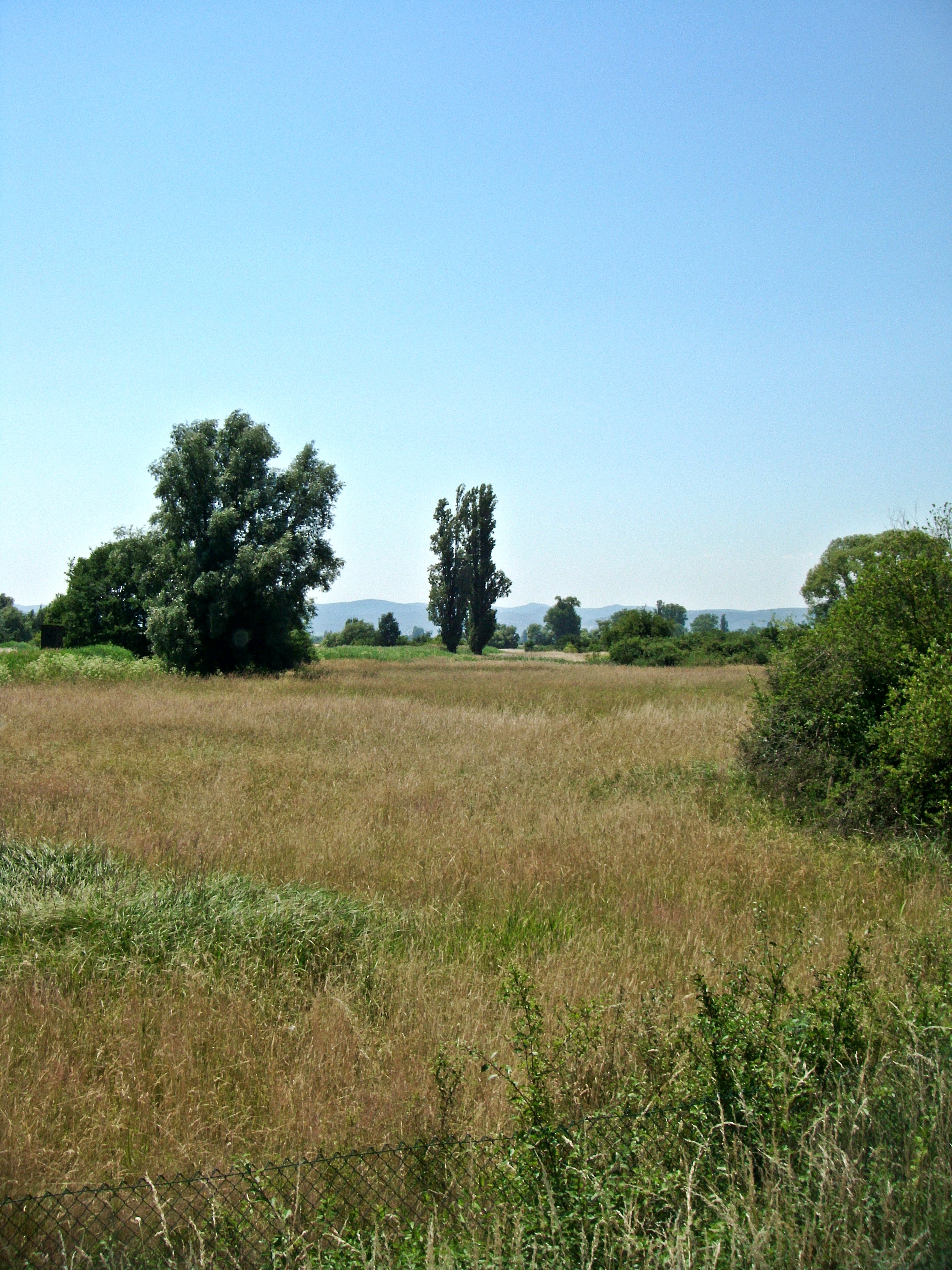
Der Dürkheimer Bruch, beim Eyersheimer Hof

Der Dürkheimer Bruch ist eine Wiesen- und Heidelandschaft, die sich dem Lauf des Isenachbaches folgend, vom östlichen Ortsrand Bad Dürkheims, bis zum Eyersheimer Hof in der Gemarkung Weisenheim am Sand erstreckt. Von alters her wurde sie als Viehweide genutzt; in neuerer Zeit wird dort teilweise auch Landwirtschaft betrieben, ein bei Bad Dürkheim liegender Teil ist heute mit einem Gewerbegebiet bebaut.
Laut Johann Georg Lehmann gehörte der Dürkheimer Bruch 1035 zum salischen Stiftungsgut des Klosters Limburg. Sehr früh schon gewährte dessen Abt der Gemeinde Dürkheim die Ausübung der dortigen Weiderechte. Dürkheim ließ an diesen Rechten, gegen eine Gebühr, auch Nachbardörfer und -gehöfte teilhaben.

Alljährlich am Pfingstmontag ritt ein Beauftragter umher, um die fälligen Abgaben einzusammeln. Da sie neben Geld zumeist in Käse bestanden wurde der Sammler auch als „Käskönig“ bezeichnet. Allmählich entwickelte sich darum ein regelrechtes Volksbrauchtum. Der Historiker Michael Frey beschreibt es folgendermaßen: 

„Ein aus den Bürgersöhnen erkorener König hielt mit seinem Marschall, in Begleitung von zwei Achtern (zusätzliches Ratsgremium) und einem starken Gefolge, jährlich in der Frühe des Pfingstmontags seinen Umritt in die zum Bruchweidegang mitberechtigten Dörfer und Höfe, zur Empfangnahme des festgesetzten Weid-Zinses, der größtenteils aus Käsen bestand und ihm den Ehrentitel des Käskönigs veranlasste. Des Nachmittags war der Umzug vollendet und der grandiose König hielt den Einzug in die Stadt Dürkheim – auf dem Haupte eine Krone aus blauen Kornblumen und in der Hand als Zepter einen Stab mit einem darauf befestigten, gekrönten Käse. Auf dem oberen Markte harrte seiner eine „Königin“, gewählt aus Dürkheims Jungfrauen, desgleichen eine Gefährtin für den Marschall. Die Bürgerwache schloss sodann einen Kreis um die zwei holden Paare, die den Ehrentanz mit ihren beschenkten Gefährtinnen begannen. Worauf der ganze Schwarm nach dem „Königreiche“ hinströmte, einem dazu bestimmten und durch drei Tage von allen Abgaben befreiten Wirtshause,  zum Tanz und Schmaus.“

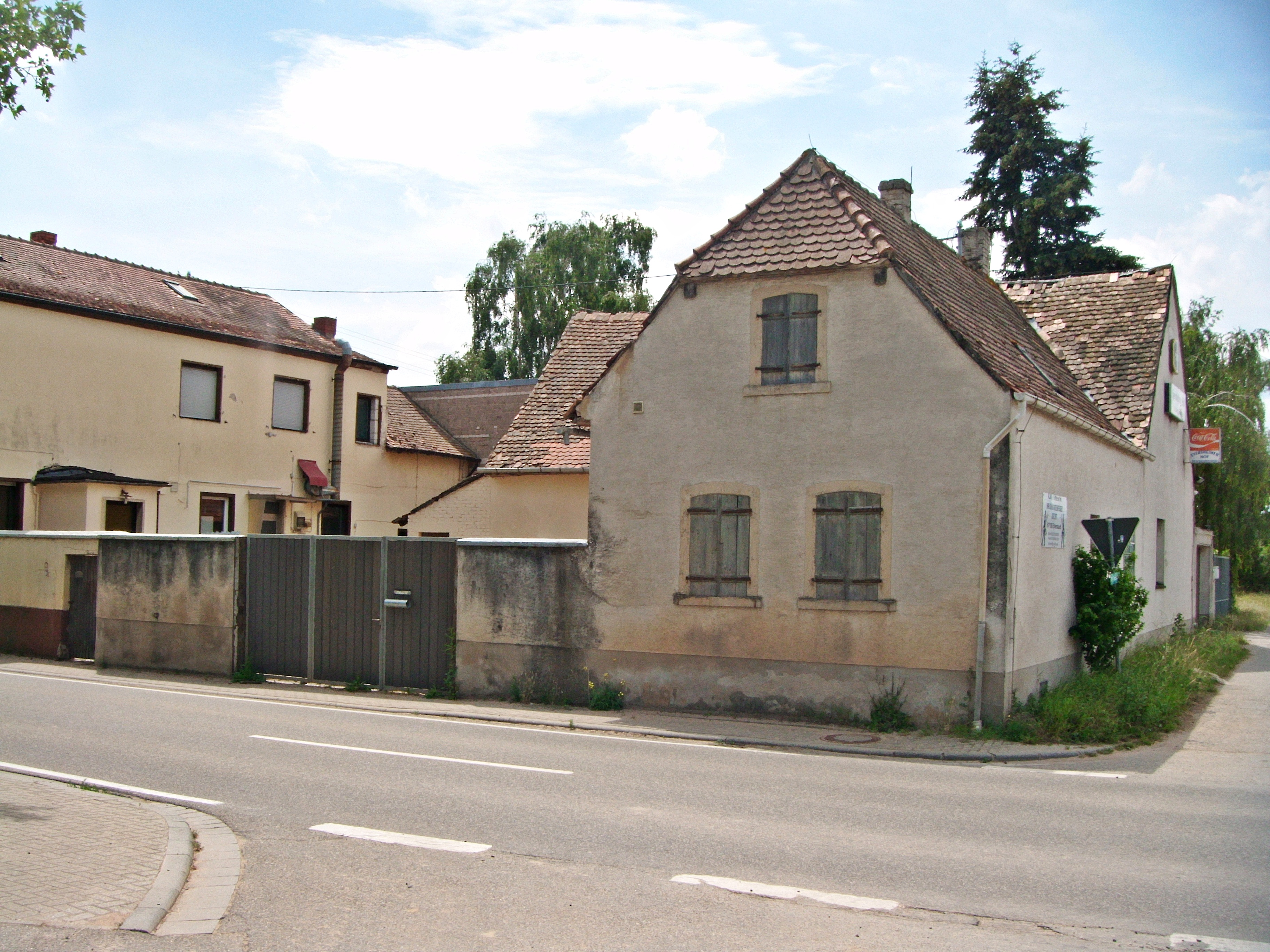
Der Eyersheimer Hof, ehemaliger Zielpunkt des jährlichen Käskönig-Rittes

Dieser Käskönig-Brauch existierte noch bis zum Ende des 18. Jahrhunderts und Michael Frey hält auch fest, dass beispielsweise der Müller auf der Eyersheimer Mühle als Einzelabgabe 15 Albus und einen Käse zu entrichten hatte. Der Inhaber des Eyersheimer Hofes, auf den die Verpflichtungen des untergegangenen Dorfes Eyersheim übergegangen waren, musste hingegen 15 Albus und 32 Käse entgelten.
Der Lambsheimer Dichter Karl Geib schreibt in seinem „Reisehandbuch durch alle Teile der königlich bayerischen Rheinpfalz“, der Eyersheimer Hof sei der Endpunkt des traditionellen Käskönig-Rittes gewesen, wo eine „ländliche Lustbarkeit“ stattgefunden habe, bevor der Käskönig wieder nach Bad Dürkheim zurückkehrte.
In der „Bavaria – Landes- und Volkskunde des Königreichs Bayern“ heißt es 1867, der Zug zum Eyersheimer Hof sei unter „klingendem Spiel“ (also mit einer Musikkapelle) erfolgt und auch dort sei bis in die Nacht gefeiert worden. Der Käskönig und seine Begleiter hätten „phantastische Kleidung“ getragen.
Die Geschichte des Käskönigs wurde, wegen der damaligen Zugehörigkeit der Pfalz zu Bayern, 1853 auch in das von Alexander Schöppner verausgabte „Sagenbuch der Bayerischen Lande“ aufgenommen (Band 1, S. 322–323).
In Erinnerung an den historischen Brauch gibt es gegenwärtig in Bad Dürkheim noch das alljährliche Käskönigfest.